# Typhonium gallowayi
Typhonium gallowayi là một loài thực vật có hoa trong họ Ráy (Araceae). Loài này được Hett. & Sookchaloem mô tả khoa học đầu tiên năm 2001.